# Avatamsaka Sutra
Avataṃsaka sūtra lub Buddhāvataṃsaka sūtra (sanskryt महावैपुल्यबुद्धावतंसकसूत्र, Mahāvaipulya Buddhāvataṃsaka Sūtra; chiń. 大方廣佛華嚴經; pinyin Da fang guang fo huayan jing; kor. (Taebang gwangbul) hwaŏm kyŏng (화엄경); jap.(Daihōkōbutsu) kegon kyō; wiet. Đại phương quảng phật hoa nghiêm kinh, Kinh Hoa nghiêm kinh; tyb.Sangs-rgyas phal-po-che shes-bya ba śin-tu-rgyas-pa-chen-pohi mdo) – sanskryckie pismo mahajany, powstałe w Indiach ok. 200 r. Przybliżonym tłumaczeniem może być nazwa Sutra girlandowa, w Azji wschodniej była uznawana za „najwznioślejszy wyraz filozofii buddyjskiej”.

## Budowa i pochodzenie
Chociaż tytuł tej dłuższej od Biblii sutry sugeruje jednolitość, jest ona w rzeczywistości zlepkiem kilku heterogenicznych tekstów. Być może nawet pewne jej części powstały w czasie jej składania w całość, aby wypełnić luki między luźnymi częściami.
W sanskrycie przetrwały w całości tylko dwie części, będące bez wątpienia pierwotnie odrębnymi tekstami. Są to: Daśabhūmika Sūtra (traktująca o 10 etapach ścieżki bodhisattwy do oświecenia) i Gaṇḍavyūha Sūtra, będąca punktem kulminacyjnym całości.
Oryginalny tekst sutry dostał się do Chin z Chotanu (Kaszgar). Bardzo prawdopodobnie tam właśnie nastąpiła kompilacja, a nawet powstały pewne części tego dzieła w indyjskich kręgach Azji Środkowej.

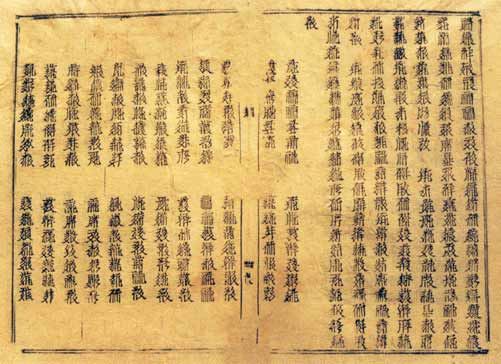
Strona tanguckiego tłumaczenia sutry - Huayan jing

## Tłumaczenia
- Daśabhūmikasūtra

Została po raz pierwszy przetłumaczona na język chiński w 297 r. przez Dharmarakṣę, jako Jianbei yiqie zhide jing. Ten przekład w katalogu Taishō Shinshū Daizōkyō figuruje pod numerem 285, a w katalogu kanonu koreańskiego pod numerem 89.
Pomiędzy 402 a 409 r. tę część sutry przetłumaczył Kumaradżiwa pod tytułem Shizhu jing. W katalogu Taishō Shinshū Daizōkyō figuruje pod numerem 286, a w katalogu kanonu koreańskiego pod numerem 98.
Trzecie tłumaczenie jest dziełem Śīladharmy. Jego tytuł to Shidi jing. Ten przekład w katalogu Taishō Shinshū Daizōkyō figuruje pod numerem 287, a w katalogu kanonu koreańskiego pod numerem 1388.
- Gaṇḍavyūhasūtra.

W latach 388-407 przetłumaczył ją Shengjian w Henan Guo jako Luomoqie jing. W katalogu Taishō Shinshū Daizōkyō figuruje pod numerem 294, a w katalogu kanonu koreańskiego pod numerem 102.
W 685 r. ta część Sutry Avatamsaki została przetłumaczona przez Divākarę w klasztorze Xitaiyuan pod tytułem Dafangguang fohuayan jing rufa jiepin. W katalogu Taishō Shinshū Daizōkyō figuruje pod numerem 295, a w kanonie koreańskim pod numerem 104.
16 marca 798 r. Prajña (般若) ofiarował swoje tłumaczenie cesarzowi. Nosiło ono tytuł Dafangguan fohuayan jing. W katalogu Taishō Shinshū Daizōkyō figuruje ono pod numerem 293, a w katalogu kanonu koreańskiego pod numerem 1262. To tłumaczenie służyło za ostatni rozdział w dwu wydaniach sutry. W tłumaczeniu pomagał mu Chengguan.
- Avatamsaka Sūtra

Obszerne tłumaczenie na ten język Avatamsaki zwane Jin jing jest dziełem Buddhabhadry (佛陀跋陀羅), który dokonał tego w latach 418-422 w klasztorze Daochang w Yangzhou. Ten przekład w katalogu Taishō Shinshū Daizōkyō figuruje pod numerem 278, a w katalogu kanonu koreańskiego pod numerem 79.
Następnego przekładu zwanego Tang jing dokonał w latach 695-699 Śikszananda (sans. Śikṣānanda 實叉難陀) Jego tłumaczenie jest o ok. 10% dłuższe od poprzedniego. W katalogu Taishō Shinshū Daizōkyō przekład ten figuruje pod numerem 279, a w katalogu kanonu koreańskiego pod numerem 80.
- Na język angielski sutra ta została przełożona przez wybitnego tłumacza buddyjskich tekstów Thomasa Cleary'ego i wydana w 1984 r. jako The Flower Ornament Scripture.

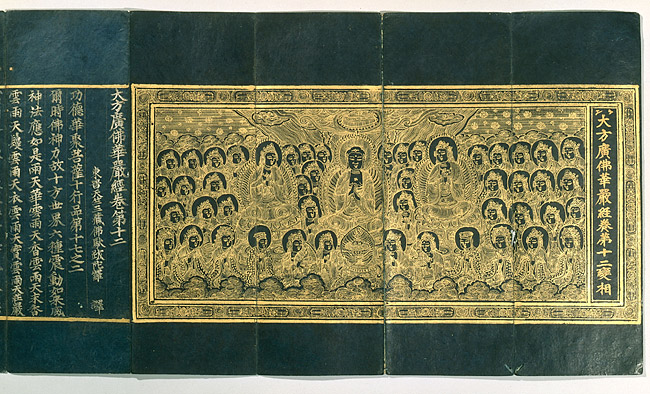
XIV-wieczna strona tytułowa 12 rozdziału sutry przechowywana w Muzeum Sztuki Ho-Am w Yongin (Korea Południowa)

## Tematyka
Chociaż w całości nie jest to tekst filozoficzny, to jednak pewne jego części są niezwykle rozwinięte filozoficznie, co uwidacznia się w stosunku do tej sutry, jaki mają do niej współcześni filozofowie i naukowcy. Najbardziej filozoficzną częścią pisma jest Sutra Gandavyuha, uważana przez część buddystów za najważniejszą ze wszystkich sutr, ze względu na głębokość myśli w niej zawartą.
Głównym tematem dzieła jest doktryna tożsamości i wzajemnego przenikania wyrażona w rozważaniach o prawie natury (sans. Dharmadhatu) wszechświata. We współczesnych terminach określić je można stwierdzeniem, że wszystkie energie i obiekty są poddane prawu przyczynowości, dzięki któremu współistnieją i są od siebie wzajemnie zależne wszystkie rzeczy. Ta zasada (zwana Jedyną Zasadą) jest obecna w każdej najmniejszej nawet cząstce i we wszystkich cząstkach wszechświata. Wyrażone to zostało w słynnym fragmencie sutry o tzw. sieci Indry, w poszczególnych diamentach której odbijają się wszystkie inne diamenty sieci, a te, w których odbijają się inne diamenty, także są odbijane. To jest właśnie doktryna wszechprzenikania, czy też wzajemnego przenikania się wszystkich rzeczy.
Pogląd na świat wyrażony w Sutrze Gandavyuhy nie wynika z ontologicznego punktu wiedzenia lecz z wewnętrznego doświadczenia zaawansowanego bodhisatwy. W ogóle można powiedzieć, że świat Sutry Avatamsaki jest nieskończonym kosmosem buddów, wizji, magii i cudów. Jest to świat doświadczany przez medytację. Jako skutek medytacyjnego 'wchłaniania', buddowie i bodhisatwowie posiadają magiczną moc stwórczą. Motywem ich wszystkich działań jest współczucie. Wszystkie działania, przemiany itd. są używane wyłącznie dla dobra innych.
Buddą sutry jest Wajroczana lub Mahawajroczana – Budda Wielkiego Oświecenia. On nie naucza ale zatwierdza nauki przekazywane przez zaawansowanych bodhisattwów. Ukazuje się nam takim jakim jest osobiście i poprzez swoje transformacje. Jest to budda dla siebie i dla innych. Budda dla siebie jest samym uniwersum, jest wszechobecną, wszystko obejmującą świadomością buddy, jest tym samym, co 'brak wrodzonego istnienia' czyli pustką. Wynika z tego, że ten wszechświat jest buddą, a budda jest wszechświatem. Tym, co czyni buddę wszechświatem – jest właśnie pustka. Dharmadhatu nie jest wszechświatem jaki widzimy; jest to raczej wszechświat widziany prawidłowo; jest to wszechświat prawdy.
Jasno poznać, że wszystkie dharmy
Nie mają w ogóle swojej istoty,
Zrozumieć w ten sposób naturę dharm
To zobaczyć Wairoczanę.
Co więcej – w tym stanie, w którym wszystko jest postrzegane właściwie, wszystko jest widziane jako wytwór umysłu. Czyjś umysł może zatem przenikać wszystkie rzeczy: Budda jest wszystko przenikającą, wszystko przekształcającą świadomością, która ma moc pomagania innym; jako wszystko przenikająca jest obecna we wszystkich istotach.

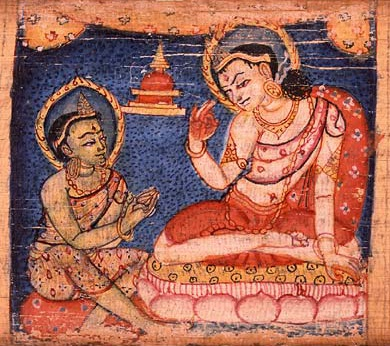
Sudhodana u jednego z 53 nauczycieli

Bohaterem Sutry Gandavyuhy jest młody buddysta Sudh(od)ana, który pielgrzymuje (zgodnie z radą bodhisattwy Mandziuśriego) po Indiach od jednego nauczyciela do drugiego – spotyka ich 53. Nawet prostytutka Vasumitra okazuje się zaawansowanym bodhisattwą. Najwyższym bodhisattwą Sutry Awatamsaki jest Samantabhadra. Jest na tak wysokim poziomie, że właściwie granice między nim a buddą są niejasne. Jego 'modlitwa' stała się często powtarzanym przez buddystów zestawem ślubowań bodhisattwy.

## Idee sutry - nagłe oświecenie i wiara
Podstawą ideą sutry jest idea Dharmadhatu (krainy Dharmy). W tej krainie następuje "niepowstrzymane wzajemne przenikanie się pomiędzy fenomenem i noumenem" (chiń. lishi wu’ai) i "niepowstrzymane wzajemne przenikanie się pomiędzy fenomenem a fenomenem" (chiń. shishi wu’ai). Formuła lishi wu’ai oznacza, że każda dharma zawiera całość, natomiast formuła shishi wu’ai oznacza, że wszystkie dharmy wzajemnie zawierają każdą inną. Wszystkie dharmy przenikają się (interpenetrują) ponieważ powstały dzięki pratītyasamutpāda czyli "współzależnemu powstawaniu". Ponieważ każda dharma powstaje dzięki współzależnemu powstawaniu, nie ma svabhāva czyli "własnej natury", zatem miesza się nieustannie z wszystkimi innymi dharmami. W wyniku współzależnego powstawania w krainie dharmy wzajemnego przenikania - "wszystko jest jednym" i "jedno jest wszystkim". Chociaż wszystkie dharmy przenikają się wzajemnie bez przeszkód, wciąż funkcjonują oddzielnie i pozostają tym, czym są. Zilustrowane to jest "siecią Indry".
W sutrze tej technicznym terminem jest yuanqi - współzależne powstawanie. Dzięki yuanqi każde shi (poszczególna dharma, fenomen) jest identyczne z li (uniwersalna całość, noumen). Ta metafizyczna teoria jest wspierana przez ideę, że jestem buddą. Wszystkie rzeczy są buddą z powodu braku przeszkód pomiędzy li i shi. Aby to podkreślić nauczyciele szkoły huayan stworzyli ideę xingqi - "powstawanie natury". Termin ten pojawia się w tej sutrze w rozdziale "Rulai xingqi". Następnie występuje w tekście Huiyuana Dacheng yizhang (O znaczeniu mahajany), gdzie xing (natura) w zwrocie xingqi odnosi się do "bez zmiany", co z kolei odnosi się do tathāgatagarbhy - matrycy (łona) Buddy, w którym wszystkie rzeczy są tożsame w jednej "takości". Później Zhiyan (602-668) zinterpretował znaczenie xingqi jako "niepowstawanie":
| [Doktryna] o powstawaniu natury wyjaśnia dharmadhatu Jednego Pojazdu. Gdy coś powstaje poprzez współzależne powstawanie, jest pierwotnie całkowicie wolne od sztucznych praktyk... Chociaż jest zwane "powstawaniem", takie powstawanie jest tożsame z "niepowstawaniem". Niepowstawanie jest nazywane powstawaniem natury |

Tak więc pojęcie powstawania natury jako niepowstawania lub nietworzenia skierowuje do "niestworzonej rzeczywistości" (chiń. wusheng faren) dharmadhatu. Zhiyan używa zwrotu tiyong - "istota-funkcja" - aby wykazać, że każda dharma jest "funkcją" (chiń. yong) Buddy (chiń. ti), co jest rozumiane jako niestworzona rzeczywistość niepowstawania. Jak pisze Zhiyan:
| W terminie "powstawanie natury", natura oznacza istotę (chiń. ti) a powstawanie oznacza pojawienie się lub funkcję istoty jako podstawy umysłu. |

To pojęcie xingqi zostało później jeszcze rozwinięte przez takich patriarchów huayan jak Fazang, Zhengguan i Guifeng Zongmi, który był także mistrzem chan. Jednak to Li Tongxuan i później koreański mistrz sŏn Chinul ustalili, że xingqi jest aspektem yuanqi, dzięki czemu wszystkie dharmy są funkcją (chiń. yong) Buddy, który jest istotą (zasadą) (chiń. ti), jako intelektualna podstawa pod ich ideę patriarchalnej wiary - potwierdzenia "ja jestem Buddą". Dlatego ważnym tematem nie tylko Sutry Huayan, ale i innych tekstów mahajany, takich jak Sutra Wimalakirtinirdeśa, Sutra Nirwany i Traktat o przebudzeniu wiary w mahajanie jest przebudzenie głębokiej wiary w niestworzoną rzeczywistość (skt anutpattika-dharma-kṣānti).
Zgodnie z tą sutrą bodhisattwa musi przejść przez pięćdziesiąt dwa etapy zanim osiągnie wspaniałe oświecenie:
| Wiara       | 1-10  | Dziesięć wiar           |
| Zrozumienie | 11-20 | Dziesięć miejsc pobytu  |
| Praktyka    | 21-30 | Dziesięć praktyk        |
| "           | 31-40 | Dziesięć powrotów       |
| "           | 41-50 | Dziesięć etapów         |
| "           | 51    | Oświecenie zrównoważone |
| Oświecenie  | 52    | Cudowne oświecenie      |

Całkowicie harmonijny i niepowstrzymany (bez przeszkód) świat dharmy jest przyczyną tego, iż wszystkie pięćdziesiąt dwa etapy kariery bodhisattwy przenikają się wzajemnie bez przeszkód, chociaż każdy z tych etapów różni się od innych. Tak więc ostatni etap - cudowne oświecenie - jest już urzeczywistniony na pierwszym etapie wstępnej (inicjującej) wiary, czyli w tym samym momencie, gdy ktoś obudził w sobie serce/umysł wiary, osiągnięte zostało cudowne oświecenie. Tym niemniej konieczne jest jednak przejście wszystkich pięćdziesięciu dwu etapów.
Aby wyjaśnić tę teorię wyrażoną w tej sutrze, dwaj mistrzowie zen: Guifeng Zongmi i Chinul rozwinęli teorię jednego z typów praktyki znaną jako "nagłe oświecenie, stopniowa praktyka". Opierając się na intuicji Li Tongxuana, Chinul wykazał, że w systemie "nagłe oświecenie, stopniowa praktyka", wiara jest elementem podstawowym, bowiem reprezentuje pierwszych dziesięć etapów ścieżki bodhisattwy. Jeśli oświecenie jest osiągnięte na tym pierwszym etapie, wtedy musi być także obudzona właściwa wiara, czyli wiara patriarchalna, która potwierdza, że "ja już jestem Buddą", zamiast wiary doktrynalnej "ja mogę stać się Buddą".
Dla całej struktury sutry jest to najważniejsza sprawa. Gdyby zaakceptowano ogólnie pojęcie wiary doktrynalnej, to ten potężny tekst nie miałby racji bytu, gdyż zwyciężyłaby wiara w to, że "mogę stać się Buddą" przez praktykę krok po kroku, przez stopniowy rozwój poprzez wiarę, zrozumienie, praktykę i oświecenie, gdzie nie ma wzajemnego przenikania się pomiędzy pięćdziesięcioma dwoma etapami a ostatni etap cudownego oświecenia nie może być zawarty w pierwszym etapie wiary inicjującej. Teoria doktrynalnej wiary nie może wyjaśnić zarówno schematu szkoły huayan, jak i doświadczenia nagłego oświecenia w chanie (sŏnie, zenie i thiềnie).
System "nagłego oświecenia i stopniowej praktyki" rozwinięty przez Chinula jest zilustrowany przez słynną podróż Sudhany w 39 rozdziale sutry. Chociaż prawie każda strona tej potężnej sutry porusza problem wiary, to jej sześć następujących rozdziałów są znane jako rozdziały o wierze:
- rozdział 7 "Imiona Buddy"
- rozdział 8 "Cztery Święte Prawdy"
- rozdział 9 "Oświecenie przez światło" ("Guangming jiao")
- rozdział 10 "Bodhisattwa prosi o objaśnienia"
- rozdział 11 "Praktyka oczyszczająca"
- rozdział 12 "Naczelny w dobru" (Bodhisattwa Xianshou)

Rozdziały 10, 11 i 12 poruszają sprawę wiary w terminach rozumienia, praktyki i oświecenia, natomiast rozdziały 7, 8 i 9 objaśniają ciało, mowę i umysł Buddy, podkreślając, że oświecenie buddy jest składnikiem wiary. Głównym tematem tych trzech ostatnich rozdziałów jest nierozdzielność wiary i oświecenia. W 9 rozdziale wyjawiona jest natura oświecenia Buddy. Budda Mańdziuśri (Budda Mądrości) wychwala niekończone, nieograniczone i niezmierzone światło emitowane przez Buddę, które oświeca niezliczone światy i odczuwające istoty łącznie z samym Mańdziuśrim. Czyli w rzeczywistości istotą wiary jest światło Buddy. To światło daje wszystkim odczuwającym istotom ich wiarę.
Zajmuje się tym w swoim tekście Huayanjing lun (Komentarz do "Sutry Huayan") Li Tongxuan. Uważa on wiarę czyli doświadczenie światła Buddy w stanie samadhi, za warunek do wypełnienia ślubowań Samantabhadry, tak jak je opisano w sutrze. Są one:
1. aby uhonorować wszystkich buddów
2. aby wychwalać wszystkich buddów
3. aby czynić wielkie ofiary dla buddów
4. aby żałować za złe uczynki
5. aby być współodczuwająco radosnym z powodu zasług zgromadzonych przez innych
6. aby prosić Buddę o obrócenie Koła Dharmy
7. aby prosić Buddę o pozostanie w tym świecie
8. aby nieustannie uczyć się z życia Buddy
9. aby troszczyć się o duchową pomyślność wszystkich istot
10. aby zwrócić czyjeś zasługi ku promowaniu dobra i przezwyciężenia zła

Nie można osiągnąć oświecenia Buddy bez wypełnienia tych dziesięciu ślubowań Samantabhadry, który symbolizuje współczucie Buddy.
W sutrze tej znajdują się trzy różne relacje dotyczące oświecenia:
- oświecenie buddy Wairoczany
- oświecenie bodhisattwy Mańdziuśriego
- oświecenie Sudhany

Czyli sutra ta opisuje oświecenie buddy, bodhisattwy i zwyczajnej osoby. Oświecenie buddy Wairoczany ukazane jest na "polu bodhi" pod drzewem bodhi w Maghadzie, w miejscu, gdzie oświecenie osiągnął Budda Gautama. Oświecenie bodhisattwy Mańdziuśriego odbywa się w Gmachu Uniwersalnego Światła. Oświecenie Sudhany odbywa się w klasztorze Dżetawana (skt Jetavana). W każdym z tych przypadków jest obecny Budda Gautama, ale pozostaje milczący; jest on po prostu oświecającym światłem, które rozprzestrzenia się w całym wszechświecie i dlatego jest nazywany Wairoczaną. Po przyjęciu tego światła bodhisattwowie Samantabhadra i Mańdziuśri wchodzą w samadhi i w tym stanie wygłaszają mowy. Budda Gautama w tej sutrze nie jest ani historyczny, ani filozoficzny, tylko empiryczny (doświadczalny). To doświadczenie składa się ze światła emitowanego przez Buddę oraz samadhi ze strony bodhisattwów. Tym, co łączy to światło i samadhi, jest wiara. Gdziekolwiek w tej sutrze jest omawiane oświecenie, bezpośrednio po tym następują rozważania o wierze. W przypadku oświecenia buddy Wairoczany, wiara jest reprezentowana przez praktykę i wielkie ślubowania bodhisattwy Samantabhadry, w drugim przypadku - przez mądrość bodhisattwy Mańdziuśriego, a trzecim przypadku - Sudhana jest oświecony przez nauki Mańdziuśriego. W każdym z tych przypadków wiara jest zasadniczo tożsama z oświeceniem.
Podróż Sudhany, która jest opisana w ostatnim rozdziale (rozdział 39 "Gaṇḍavyūha"), ilustruje całą doktrynę tej sutry o nagłym oświeceniu i stopniowej praktyce opartych na prymacie patriarchalnej wiary. Inicjatorem jest tu bodhisattwa Mańdziuśri, dzięki niemu Sudhana podróżuje do pięćdziesięciu dwu kaljanamitrow (skt kalyāṇamitra) (nauczycieli-mędrców), których często uważa się za personifikacje pięćdziesięciu dwu etapów kariery bodhisattwy. Ostatni z nich - budda Maitreja - odsyła Sudhanę znów do Mańdziuśriego. Tym samym jest ten bodhisattwa nie tylko przyczyną podróży Sudhany, ale i jej efektem. Jest on więc symbolem wiary inicjującej jak i ostatecznej mądrości.

## Rozdziały
1. "Cudowne ozdoby przywódców świata" (世主妙厳品) – opis symbolicznego zgromadzenia różnych grup istot w miejscu oświecenie Buddy
2. "Pojawienie się Buddy" (如来現相品) – opis stanu buddy
3. "Medytacja bodhisattwy Powszechnej Dobroci" (普賢三昧品) – objaśnienie metafizyki bodhisattwy Samantabhadry
4. "Kształtowanie się światów" (世界成就品) – wizjonerski opis światów jako wyniku aspiracji i działań
5. "Świat Skarbca Kwiatu" (華蔵世界品) –
6. "Wajroczana" (毘盧遮那品) – obrazowe opowieści o rozwoju tego buddy
7. "Imiona Buddy" (如来名号品)
8. "Cztery Święte Prawdy" (四聖諦品) – prezentacja nauk Buddy na miriady sposobów
9. "Przebudzenie przez światło" (光明覚品) – wizja światła promieniującego ze stóp Buddy, które oświeca kolejne światy
10. "Bodhisattwa prosi o objaśnienia" (菩薩門明品) – dalszy ciąg poprzedniego rozdziału; metafizyka fenomenów
11. "Praktyka oczyszczająca" (浄行品) – litania modlitw koncentrujących się na rozwoju bodhisattwy
12. "Naczelny w dobru" (賢首品) – to imię bodhisattwy, który objaśnia w tym rozdziale aspiracje do oświecenia
13. "Wejście na szczyt góry Sumeru" (昇須弥山頂品) – wizyjny opis wizyty Buddy w pałacu Indry
14. "Eulogie na górze Sumeru" (須弥頂上偈讃品) – podkreślenie metafizycznego aspektu Buddy
15. "Dziesięć miejsc pobytu" (十住品) – krótki opis dziesięciu etapów bodhisattwy
16. "Religijna praktyka" (梵行品) – droga do przyjęcia bezkształtnej prawdy
17. "Zasługa wstępnej determinacji do oświecenia" (初発心功徳品) – opis cnót pragnienia oświecenia
18. "Sposób oczyszczenia" (明法品) – spisy elementów ścieżki bodhisattwy
19. "Wejście do pałacu w niebie Suyama" (昇夜摩天宮品) – tematyka jak w rozdziale 13
20. "Eulogie w pałacu w niebie Suyama" (夜摩宮中偈讃品) – podkreślenie uniwersalności Buddy w terminach metafizycznej esencji i praktyki
21. "Dziesięć praktyk" (十行品)
22. "Niewyczerpane skarby" (十無尽蔵品) – dziesięć źródeł rozwoju i aktywności bodhisattwy
23. "Wejście do pałacu w niebie Tusita" (昇兜率天宮品) – opis na dużo większą skalę niż w rozdziałach 13 i 19, gdyż niebo Tusita to miejsce pobytu przyszłego buddy
24. "Eulogie w pałacu Tusita" (兜率宮中偈讃品) – rozdział zbliżony do 14 i 20
25. "Dziesięć poświęceń" (十回向品) – jeden z najdłuższych rozdziałów; wskazuje na wielką wagę poświęcenia w życiu bodhisattwy
26. "Dziesięć etapów [oświecenia]" (十地品) – najbardziej znany rozdział; tych dziesięć etapów ukazanych jest jako podstawa wszystkich nauk buddyjskich
27. "Dziesięć koncentracji" (十定品) – traktuje o przedzieraniu się bodhisattwy przez bariery względnego świata: przestrzeń, czas itd.
28. "Dziesięć najwyższych zdolności" (十通品) – cudowne umiejętności dostępne tylko najwyżej oświeconym
29. "Dziesięć akceptacji" (十忍品) – traktuje o wejściu w niekonwencjonalne aspekty rzeczywistości
30. "Niepoliczalne" (阿僧祇品) – rozwija ogromne liczby użyte w tekście. Najwyższe przekraczają ilość atomów we wszechświecie i są bardziej zbliżone do ilości potencjalnych działań-operacji mózgu
31. "Rozpiętość życia" (如来寿量品)
32. "Miejsca pobytu bodhisattwów" (諸菩薩住処品)
33. "Niepojmowalne cechy buddów" (仏不思議法品)
34. "Ocean fizycznych znaków dziesięciu ciał Buddy" (如来十身相海品)
35. "Jakości światła i ozdób Buddy" (如来随好光明功徳品)
36. "Praktyka Samantabhadry" (普賢行品) – narratorem jest sam Samantabhadra
37. "Oderwanie się od świata" (如来出現品（性起品))
38. "Wejście na poziom rzeczywistości" (離世間品) – oba te rozdziały traktują o rozwoju bodhisattwy.
39. "Układ kwiatów" lub "Bukiet" (入法界品) - ostatni rozdział jest najsłynniejszą częścią sutry, czasem traktowaną odrębnie. Jego sanskryckim tytułem jest "Gaṇḍavyūha"[9]

## Akceptacja sutry
W Indiach sutra ta uważana była za główne pismo mahajany. Obok ukazania drogi rozwoju bodhisatwy i obok kosmicznej teorii wzajemnego przenikania się rzeczy, wielkim zainteresowaniem cieszyła się także nauka o zasadniczym nieistnieniu liczb 'ani jeden, ani dwa'.
Wiadomo, że sutrę tę cenił także Bodhidharma i inni zwolennicy nauk chan (jap. zen). Jednak wyznawcy tej tradycji buddyjskiej nie opierali się na niej (tak jak i na innych), ale w znacznym stopniu wsparła ona ich poszukiwania.
W Chinach sutra ta stała się podstawą teoretycznej szkoły huayan, od chińskiej nazwy sutry Huayan jing. Jej nauki zostały przeniesione do Korei, gdzie była znana jako hwaŏm chong i do Japonii – kegon shū.
Obok nazwy Avatamsaka Sutra jest czasami używana Buddhavatamsaka Sutra.

## Zobacz
- Sutra
- Huayanzong
- bodhisattwa